# NGC 4166
NGC 4166 је спирална галаксија у сазвежђу Береникина коса која се налази на NGC листи објеката дубоког неба.
Деклинација објекта је + 17° 45' 26" а ректасцензија 12h 12m 9,7s. Привидна величина (магнитуда) објекта NGC 4166 износи 13,2 а фотографска магнитуда 14,2. NGC 4166 је још познат и под ознакама UGC 7198, MCG 3-31-68, CGCG 98-96, PGC 38882.